# Gerd Scherm
Gerd Scherm (* 1950 in Fürth) ist ein deutscher Schriftsteller und bildender Künstler. Das Werk von Gerd Scherm umfasst die literarischen Gattungen Lyrik, Roman, Drama, Essay und Erzählung.

## Leben
In den 1970er Jahren gab er gemeinsam mit Godehard Schramm die Literaturzeitschrift UmDruck heraus. Er war Mitarbeiter von Eugen Gomringer, dem Begründer der Konkreten Poesie, und arbeitete für Umwelt-Kunst-Projekte als Assistent des ZERO-Künstlers Otto Piene. Danach organisierte er die Selber Literaturtage und die Rosenthal Künstlertage in Darmstadt. Zusammen mit seiner Frau Friederike Gollwitzer führte er in Fürth die Ateliergalerie Kulturgut – Raum für Kunst. Scherm war an der Freien Universität Berlin und an der Universität Sankt Gallen Gastdozent für Kultur- und Religionssoziologie.
Sein bekanntestes Werk ist der Roman Der Nomadengott (2003). Der satirische Roman spielt im alten Ägypten und setzt sich mit der ägyptischen Götterwelt und der alttestamentlichen Religion auseinander. Auf der Leipziger Buchmesse wurde Scherm 2004 für diesen Roman mit dem „Books on Demand Autoren Award“ ausgezeichnet.
Für sein Gesamtwerk erhielt er 2006 den Friedrich-Baur-Preis für Literatur der Bayerischen Akademie der Schönen Künste, der mit 10.000 Euro dotiert ist. 2012 wurde sein dokumentarischer Episoden-Roman Die dunkle Mühle oder Die Saga der Familie Gollwitzer in die Edition von Vito von Eichborn als Buch des Monats März aufgenommen.
Gerd Scherm lebt seit 1996 in Binzwangen bei Colmberg in einem Fachwerkhof aus dem 17. Jahrhundert. Scherm ist Mitglied im Verband deutscher Schriftsteller, des PEN-Club und bekennender Freimaurer (Mitglied in der Loge Zu den drei Türmen Rothenburg-Dinkelsbühl).

## Literarische Werke
- Einmal Leben und zurück. Die Autobiografie des Gerd Scherm. (2021)
- Romane: Der Nomadengott (2003); Schamanenkind (2004); Die Irrfahrer (2007); Die Weltenbaumler (2008); Die dunkle Mühle. Eine Gollwitzer-Saga (2011); Zeitzittern. Die Aufzeichnungen des Leopold Branntwein (2018) ISBN 978-3-7528-2890-0; Der Templer und die Katharer (2019)
- Experimentelle Texte: 112 Überlegungen in verschiedenen Räumen (1970); Spiegeleien (1971); conception music to be mit Günter Guben (1973); WortRäume (1987)
- Erzählungen: Die Karpfenburg (1997); Hoffen kostet nichts (2002); Der Turm der geschwätzigen Vögel (2010); Mantakors Reise (2012); Man nennt mich Retti-Palais (2014); Der Mann, der im Chelsea Hotel einen Zimmerbrand bestellte (3 Erzählungen) (2020)
- Satiren: Das Brevier der allerletzten Wahrheiten (2005)
- Lyrik: Auf der anderen Seite der Nacht (1987); Die poetische Kabbala (1992); Zwischen den Zeiten (1994); Schamanenreise (1995); Vision Quest (1995); Der Sohn der Witwe (1996); Astarte und Venus (1996, zusammen mit der Fotografin Brigitte Tast); Der Weg zum Licht (1997); Schrödingers Katze (1997); Wolfram (1997); Le Roi Bérenger (1998); Der andere Ort (2000); Ich, Medea (2002); Die Kreise der Hexe Antra (2002); Erdwächter (2005); Kraftzeichen (2007); Der Sohn der Witwe / The Widow’s Son (2007); Inmitten der Brombeerhecke (2008); Lilith (2014); Rabengesang (2016); Kassandra (2019); Drei starke Frauen (2020); Reise zum Ende des Tages (2020); Solche Tage und auch andere (2022); Meine Wünsche an die Worte (2022)
- Bühnenwerke: Der Clan (Uraufführung April 1972 Studio Bühne Fürth); Visionen, Komposition Werner Heider (Uraufführung 23. November 2007 Kulturforum Fürth); Alexander der letzte Markgraf (Uraufführung 19. März 2010 Theater Ansbach); Adam und Eva nach dem Paradies; Das Bildnis des Wilden Markgrafen (Uraufführung 6. Oktober 2012 Theater Ansbach); Der Lehrer, der Student und die Soldaten oder Das gestohlene Leben (Szenische Lesung durch die Theater-Company „Eratheco“ (Frankfurt) in der Schlossbibliothek Ansbach 5. August 2016); Das Gesetz der Freiheit, Komposition Max Maxelon (Uraufführung 30. April 2017 Logenhaus Düsseldorf); Der schändliche Skandal Heine-Platen (Szenische Lesung Holger Stolz & Dave Wilcox in der Schlossbibliothek Ansbach 13. Juli 2018)
- Libretto: Das Labyrinth. Der Zauberflöte zweyter Theil (2012) (Oper, Komposition Franck Adrian Holzkamp); Luther Rock, (2019) (Rock-Oratorium, Komposition Manuel de Roo); Drei starke Frauen – Lilith Medea Kassandra (2020) (Komposition Manuel de Roo)
- Sachbücher: Die Vielfalt in der Einheit. Positionen einer freimaurerischen Ästhetik (2002)

## Auszeichnungen
- 1972 Kulturförderpreis der Stadt Fürth
- 1974 Stipendium des Auswärtigen Amtes: Aufenthalt in Italien
- 1977 Rosenthal Grenzland-Lyrik-Preis
- 1991 Essaypreis der Fürther Freimaurerloge
- 1995 Wolfram-von-Eschenbach-Förderpreis
- 1995 Stipendium des Auswärtigen Amtes: Aufenthalt in Schottland
- 1998 Ehrensenator des Deutschen Freimaurer Museums Bayreuth
- 1998 Matthias-Claudius-Medaille, Berlin
- 2001 Paulskirchen-Medaille
- 2004 Books on Demand Autoren Award für „Der Nomadengott“
- 2006 Friedrich-Baur-Preis der Bayerischen Akademie der Schönen Künste
- 2007 Turmschreiber auf Burg Abenberg
- 2010 Förderung des Dramas „Alexander der letzte Markgraf“ durch das Bayerische Staatsministerium für Wissenschaft, Forschung und Kunst mit 20.000 Euro
- 2013 Künstler des Monats (Juni) der Metropolregion Nürnberg
- 2017 Dr. Bernard-Beyer-Medaille für „Hervorragende Verdienste um freimaurerische Forschung und Wissenschaft“
- 2018 Deutscher Phantastik Preis Kategorie „Beste deutschsprachige Kurzgeschichte“
- 2020 Award of Excellence für „Traditionelle Druckkunst“ des Gregor Calendar Award
- 2021 Award of Excellence für „Traditionelle Druckkunst“ des Gregor Calendar Award